# Asperjoc
Asperjoc – miejscowość i dawna gmina we Francji, w regionie Owernia-Rodan-Alpy, w departamencie Ardèche. W 2013 roku populacja ówczesnej gminy wynosiła 429 mieszkańców. 
W dniu 1 stycznia 2019 roku z połączenia dwóch ówczesnych gmin – Antraigues-sur-Volane oraz Asperjoc – powstała nowa gmina Vallées-d'Antraigues-Asperjoc. Siedzibą gminy została miejscowość Antraigues-sur-Volane. 